# Baschet Club Mureş
El Baschet Club Mureş Târgu Mureş es un equipo de baloncesto rumano con sede en la ciudad de Târgu Mureş, que compite en la Liga Națională, la máxima competición de su país. Disputa sus partidos en la Sala Sporturilor Târgu Mureş, con capacidad para 2.000 espectadores.

## Posiciones en liga
- 1998 (5)
- 1999 (6)
- 2000 (7)
- 2001 (9)
- 2004 (-1)
- 2005 (1-B)
- 2006 (13-A)
- 2007 (9)
- 2008 (8)
- 2009 (10)
- 2010 (8)
- 2011 (5)
- 2012 (6)
- 2013 (1)
- 2014 (4)
- 2015 (6)

## Palmarés
- Subcampeón Divizia A (baloncesto) -  2013, 2015
- Subcampeón Copa Rumana -  2015

## Jugadores destacados
| - Mikalai Aliakseyeu - Andrej Plotnikov - Eduard Prima - Denham Brown - Jonathan Clark - Aron Molnar - Arturas Masiulis - Gediminas Navickas - Vaidotas Peciukas - Marius Pociukonis - Gytis Sirutavicius - Damjan Kandic - Goran Martinic - Temi Adebayo - Liviu Dumitru | - Flavius Lapuste - Virgil Stanescu - Ousmane Barro - Darko Balaban - Andrija Ciric - Branko Cuic - Dejan Dimovski - Alexander Ilic - Ivan Jelenic - Uros Mirkovic - Aleksandar Mladenovic - Miladin Pekovic - Edi Sinadinovic - Branislav Tomic - Sinisa Zindovic | - Jay Anderson - Eddy Barlow - Gerald Cannon - JuJuan Cooley - Aaron Coombs - Terry Cooper - Nicholas Covington - Kyndall Dykes - Sammy Emile - Jason Forte - Mike Jefferson - Sean Knitter - Cory Largent - Levi Levine - Luke McKenna | - Tyrone Mitchell - Travis Reed - Frank Russell - Troy Selvey - Keyron Sheard - Jason Straight - Louis Truscott - Qavotstarai Waddell - Calvin Watson - Major Wingate - Dwayne Burton - Matija Ceskovic - Filip Adamovic - Dwight Lewis |